# Віла-де-Рей
Ві́ла-де-Рей (порт. Vila de Rei; МФА: [ˈvi.ɫɐ dɨ ˈʁɐj], Ві́ла-ди-Рей, «королівське містечко») — муніципалітет і містечко в Португалії, в окрузі Каштелу-Бранку. Розташований у центральній частині країни, на теренах історичної португальської провінції Бейра. Належить до Порталегрівсько-Каштелу-Бранківської діоцезії Католицької церкви в Португалії. Права міського самоврядування має з 1285 року. Поділяється на 3 парафії. За адміністративним поділом, чинним до 1976 року, був складовою провінції Нижня Бейра. Площа муніципалітету — 191,55 км², населення муніципалітету — 3452 ос. (2011); густота населення — 18,02 осіб/км²
. Патрон — святий Себастьян. Святковий день муніципалітету — 19 вересня. Поштовий індекс — 6110.  Код місцевої адміністративної одиниці — 0510. Складова статистичного регіону Центр.

## Назва
- Віла-де-Рей (порт. Vila de Rei, стара орфографія: порт. Villa de Rei) — сучасна португальська назва.

## Географія
Віла-де-Рей розташована в центрі Португалії, на заході округу Каштелу-Бранку.
Віла-де-Рей межує на півночі з муніципалітетом Сертан, на сході — з муніципалітетом Масан, на півдні — з муніципалітетами Сардуал і Абрантеш, на заході — з муніципалітетом Феррейра-ду-Зезере.

## Історія
1285 року португальський король Дініш надав Вілі-де-Рей форал, яким визнав за поселенням статус містечка та муніципальні самоврядні права.
1513 року король Мануел I підтвердив міські права Віли-де-Рей.
1810 року Віла-де-Рей була сплюндрована французькими військами під час Піренейської війни.
1950 року, внаслідок будівництва дамби на річці Зезере в районі Каштелу-ду-Боде, вісім поселень на заході Віли-де-Рей були затоплені.
У 1986—2003 роках лісні пожежі винищили до 80% лісових господарств муніципалітету.

## Населення
| Кількість мешканців | Кількість мешканців | Кількість мешканців | Кількість мешканців | Кількість мешканців | Кількість мешканців | Кількість мешканців | Кількість мешканців | Кількість мешканців | Кількість мешканців | Кількість мешканців | Кількість мешканців | Кількість мешканців | Кількість мешканців | Кількість мешканців |
| ------------------- | ------------------- | ------------------- | ------------------- | ------------------- | ------------------- | ------------------- | ------------------- | ------------------- | ------------------- | ------------------- | ------------------- | ------------------- | ------------------- | ------------------- |
| 1864                | 1878                | 1890                | 1900                | 1911                | 1920                | 1930                | 1940                | 1950                | 1960                | 1970                | 1981                | 1991                | 2001                | 2011                |
| 5 363               | 5 793               | 6 462               | 6 781               | 7 638               | 7 236               | 7 399               | 8 818               | 8 407               | 7 568               | 6 209               | 4 654               | 3 687               | 3 354               | 3 452               |

## Парафії
- Віла-де-Рей
- Сан-Жуан-ду-Пезу
- Фундада